# Torrejón el Rubio
Torrejón el Rubio is een gemeente in de Spaanse provincie Cáceres in de regio Extremadura. Torrejón el Rubio heeft 618 inwoners (1 januari 2016).

## Aangrenzende gemeenten
Torrejón el Rubio heeft een oppervlakte van 222 km² en grenst aan de gemeenten Casas de Miravete, Jaraicejo, Monroy, Serradilla, Serrejón, Toril en Trujillo.

## Galerij

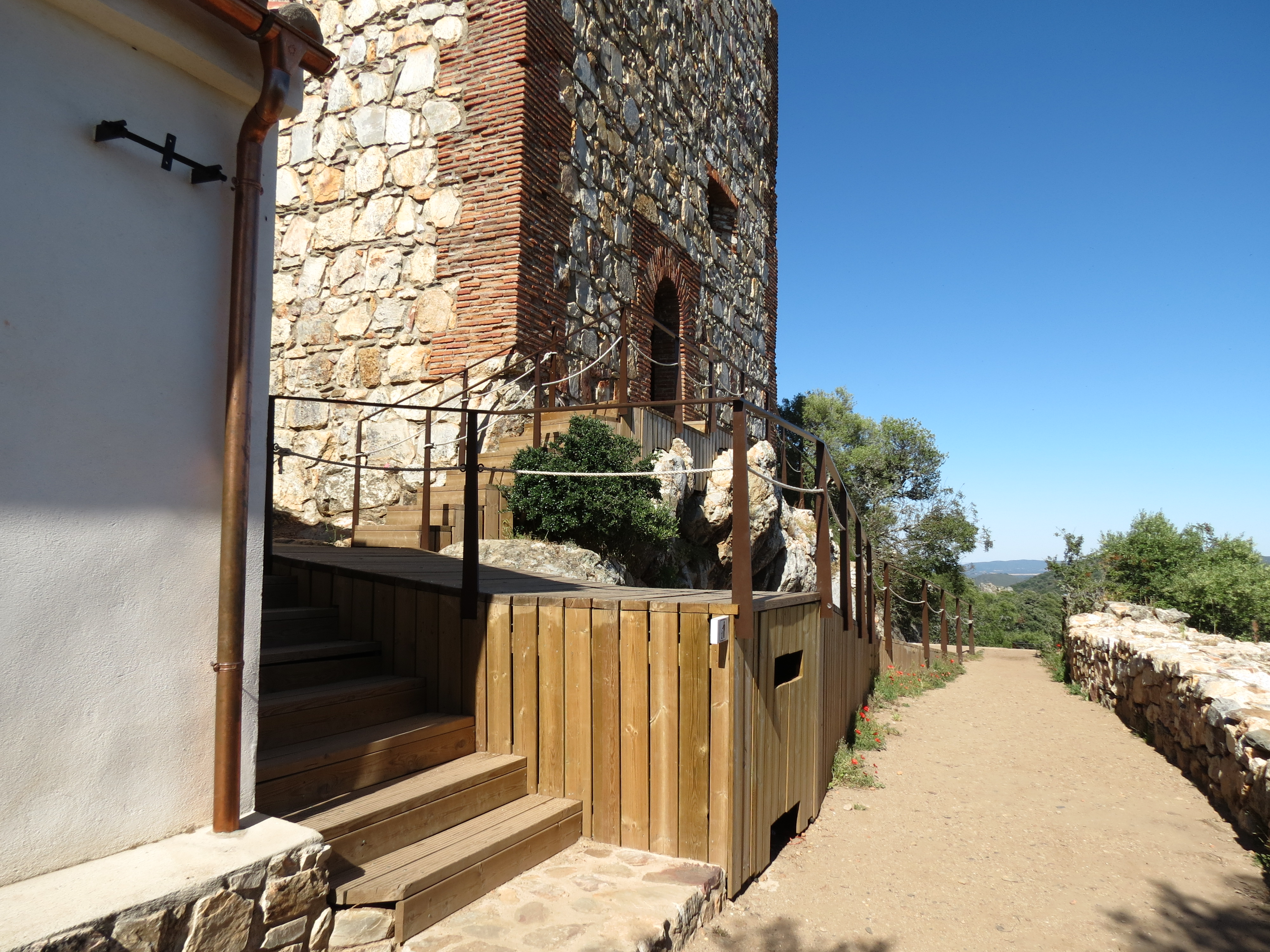
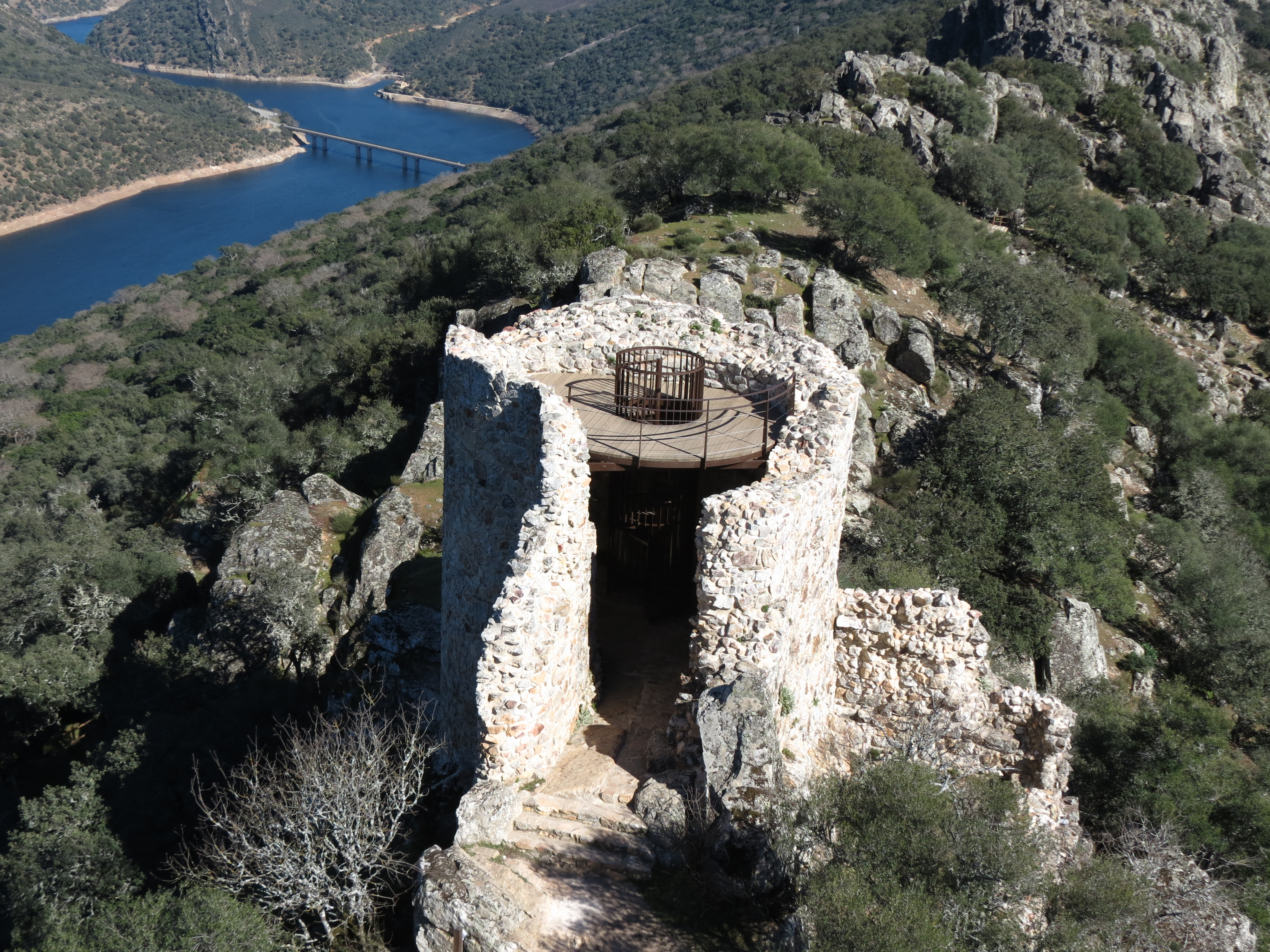

## Demografische ontwikkeling
Bron: INE, 1857-2011: volkstellingen